# Haplochromis sp. 'Rusinga oral sheller'
Haplochromis sp. nov. 'Rusinga oral sheller é uma espécie de peixe da família Cichlidae.
É endémica do Quénia.